# The Essential Alice in Chains
The Essential Alice in Chains – dwupłytowy album kompilacyjny amerykańskiego zespołu muzycznego Alice in Chains. Jego premiera odbyła się 5 września 2006 nakładem wytwórni fonograficznej Columbia.
Album jest czwartą i ostatnią kompilacją w dyskografii Alice in Chains. W jej skład wchodzi dwadzieścia osiem utworów zamieszczonych na dwóch płytach CD. Prócz studyjnych wersji, zawiera również dwie koncertowe kompozycje („Nutshell”, „Over Now”), których zapis pochodzi z występu w ramach serii MTV Unplugged z 1996. Składanka otrzymała pozytywne recenzje, a krytycy jako główną zaletę wymieniali znacznie większy wybór utworów w porównaniu do poprzedniej kompilacji zespołu – Greatest Hits (2001).
The Essential Alice in Chains ukazał się także w rozszerzonych edycjach, wzbogaconych o DVD z mockumentem The Nona Tapes (1995). W 2010 składanka została ponownie opublikowana, a jedyną zmianą była nowa oprawa graficzna. 5 sierpnia 2022 kompilacja uzyskała od Recording Industry Association of America (RIAA) certyfikat złotej płyty, osiągnąwszy 500 tys. sprzedanych kopii w Stanach Zjednoczonych.

## Opis albumu
The Essential jest czwartym – po Nothing Safe: Best of the Box (1999), Music Bank (1999) i Greatest Hits (2001) – i zarazem ostatnim, jak dotychczas, albumem kompilacyjnym w dyskografii zespołu. Składa się on z największych przebojów, a jego zawartość stanowią niemalże wszystkie singlowe kompozycje (pominięte zostały jedynie „Down in a Hole” i „Fear the Voices”). Kompilację wypełniają dwa utwory w zremiksowanych wersjach ze ścieżki dźwiękowej do filmu Bohater ostatniej akcji (1993, reż. John McTiernan) („What the Hell Have I” i „A Little Bitter”) oraz dwie kompozycje pochodzące z koncertu MTV Unplugged („Nutshell”, „Over Now”), którego zapis ukazał się w lipcu 1996 na albumie Unplugged. Wydawnictwo składa się z dwudziestu ośmiu kompozycji zawartych na dwóch płytach CD.

## Wydanie
Pierwotnie składanka The Essential miała ukazać się na rynku 30 marca 2004. Jej premiera nastąpiła 5 września 2006. Album został wydany nakładem wytwórni Columbia. 25 września płytę opublikowano w Wielkiej Brytanii. Ukazała się również rozszerzona wersja – sprzedawana za pośrednictwem Best Buy – wzbogacona o DVD z mockumentem The Nona Tapes (1995, reż. Rocky Schenck), wydanym w oryginalnej edycji na kasecie VHS.
W 2010 i 2011 kompilacja The Essential została ponownie opublikowana (nakładem Columbia i Sony Music), a jedyną zmianą była nowa oprawa graficzna.

## Odbiór

### Krytyczny
| AllMusic                      | [ 1 ]  |
| Encyclopedia of Popular Music | [ 14 ] |
| „Kerrang!”                    | [ 15 ] |
| PopMatters                    | [ 6 ]  |
| Rolling Stone Album Guide     | [ 4 ]  |

Stephen Thomas Erlewine z AllMusic ocenił album na cztery i pół gwiazdki w pięciostopniowej skali. Autor przyznawał, że zestaw ma dużo więcej do zaoferowania niż skąpie wydana składanka Greatest Hits z 2001. „To najlepiej wykonana kompilacja zespołu Alice in Chains, która jeszcze funkcjonuje dobrze, jako skuteczne podsumowanie i wprowadzenie do ich zbyt krótkiej i skomplikowanej kariery”. Colin Larkin przyznał płycie cztery gwiazdki na pięć możliwych w wydanej przez siebie książce Encyclopedia of Popular Music z 2011 – będącej zbiorem ocen i recenzji wydawniczych. Andrew Gilstrap z PopMatters oceniał składankę na siedem gwiazdek w dziesięciostopniowej skali, argumentując: „Ten album jest flirtem zespołu z arcydziełem kroniki uzależnień”. W dalszej części dziennikarz dodał: „Pierwsza płyta oferuje naprawdę mocny portret zespołu. Dysk drugi jest trochę słabszy, choćby dlatego, że chronologiczne podejście zestawu ukazuje malejące skupienie i produktywność zespołu […] Chociaż nie jest to chronologiczne, jeden z najsilniejszych utworów zespołu, «Would?», zamyka zestaw. To mądry ruch. Przypomina słuchaczowi po raz ostatni o mocy, jaką Alice in Chains była w stanie okiełznać. Jako podsumowanie silnego zespołu, The Essential Alice in Chains wykonuje swoją pracę bardzo dobrze”.

### Komercyjny
Według danych opublikowanych przez system Nielsen SoundScan, w pierwszym tygodniu od momentu premiery, The Essential Alice in Chains uzyskał sprzedaż na poziomie 6 tys. egzemplarzy. 23 września 2006 składanka zadebiutowała na 139. pozycji zestawienia Billboard 200. Na wspomnianej liście utrzymała się przez tydzień. 5 sierpnia 2022, przekroczywszy próg 500 tys. sprzedanych egzemplarzy w Stanach Zjednoczonych, kompilacja otrzymała od zrzeszenia amerykańskich wydawców muzyki Recording Industry Association of America (RIAA) certyfikat złotej płyty.

## Lista utworów
| CD 1 | CD 1                                         | CD 1                                         | CD 1    |
| Nr   | Tytuł utworu                                 | Autorzy                                      | Długość |
| ---- | -------------------------------------------- | -------------------------------------------- | ------- |
| 1.   | „We Die Young”                               | Jerry Cantrell                               | 2:32    |
| 2.   | „Man in the Box”                             | Layne Staley • Cantrell                      | 4:46    |
| 3.   | „Sea of Sorrow”                              | Cantrell                                     | 5:49    |
| 4.   | „Love, Hate, Love”                           | Staley • Cantrell                            | 6:26    |
| 5.   | „Am I Inside” (feat. Ann Wilson)             | Staley • Cantrell                            | 5:09    |
| 6.   | „Brother” (feat. Ann Wilson)                 | Cantrell                                     | 4:27    |
| 7.   | „Got Me Wrong”                               | Cantrell                                     | 4:12    |
| 8.   | „Right Turn” (feat. Chris Cornell, Mark Arm) | Cantrell                                     | 3:17    |
| 9.   | „Rain When I Die”                            | Staley • Cantrell • Mike Starr • Sean Kinney | 6:03    |
| 10.  | „Them Bones”                                 | Cantrell                                     | 2:30    |
| 11.  | „Angry Chair”                                | Staley                                       | 4:48    |
| 12.  | „Dam That River”                             | Cantrell                                     | 3:09    |
| 13.  | „Dirt”                                       | Staley • Cantrell                            | 5:18    |
| 14.  | „God Smack”                                  | Staley • Cantrell                            | 3:52    |
| 15.  | „Hate to Feel”                               | Staley                                       | 5:16    |
| 16.  | „Rooster”                                    | Cantrell                                     | 6:15    |
|      |                                              |                                              | 1:13:49 |

| CD 2 | CD 2                            | CD 2                                   | CD 2    |
| Nr   | Tytuł utworu                    | Autorzy                                | Długość |
| ---- | ------------------------------- | -------------------------------------- | ------- |
| 1.   | „No Excuses”                    | Cantrell                               | 4:15    |
| 2.   | „I Stay Away”                   | Staley • Cantrell • Mike Inez • Kinney | 4:14    |
| 3.   | „What the Hell Have I” (remiks) | Cantrell                               | 3:58    |
| 4.   | „A Little Bitter” (remiks)      | Staley • Cantrell • Inez • Kinney      | 3:52    |
| 5.   | „Grind”                         | Cantrell                               | 4:45    |
| 6.   | „Heaven Beside You”             | Cantrell • Inez                        | 5:27    |
| 7.   | „Again”                         | Staley • Cantrell                      | 4:05    |
| 8.   | „Over Now” (wersja unplugged)   | Cantrell • Kinney                      | 5:53    |
| 9.   | „Nutshell” (wersja unplugged)   | Staley • Cantrell • Inez • Kinney      | 4:29    |
| 10.  | „Get Born Again”                | Staley • Cantrell                      | 5:26    |
| 11.  | „Died”                          | Staley • Cantrell                      | 5:58    |
| 12.  | „Would?”                        | Cantrell                               | 3:27    |
|      |                                 |                                        | 55:49   |

## Personel
Opracowano na podstawie materiału źródłowego:
| Alice in Chains - Layne Staley – śpiew, gitara rytmiczna (CD 1 – 11, 15), wokal wspierający - Jerry Cantrell – śpiew, gitara rytmiczna, gitara prowadząca, gitara akustyczna, sitar elektryczny (CD 2 – 3), wokal wspierający - Mike Starr – gitara basowa (CD 1, CD 2 – 12) - Mike Inez – gitara basowa (CD 2 – 1–11), gitara dwunastostrunowa (CD 2 – 2), akustyczna gitara basowa (CD 2 – 8–9), wokal wspierający (CD 2 – 7) - Sean Kinney – perkusja, fortepian (CD 1 – 3), tamburyn (CD 1 – 8) Muzycy sesyjni - Ann Wilson – śpiew, wokal wspierający (CD 1 – 5–6) - April Acevez – altówka (CD 2 – 2) - Chris Cornell – śpiew (CD 1 – 8) - Justine Foy – wiolonczela (CD 2 – 2) - Mark Arm – śpiew (CD 1 – 8) - Matthew Weiss – altówka (CD 2 – 2) - Rebecca Clemons-Smith – wiolonczela (CD 2 – 2) - Scott Olson – gitara akustyczna (CD 2 – 8–9) | Produkcja - Producent wykonawczy: Jeff Magid, Peter Fletcher - Mastering: Stephen Marcussen w Marcussen Mastering Studio, Hollywood - Dyrektor produkcji: John Jackson Oprawa graficzna - Dyrektor artystyczny: Toby Bob Jones - Zdjęcia: Danny Clinch, Frank Forcino, Jay Blakesberg, John Atashian, Karen Mason Blair, Karen Moscowitz, Marty Temme, Rocky Schenck, S.I.N./Corbis, Steve Eichner - Notatki do książeczki: Steffan Chirazi Management - A&R: Steve Berkowitz - Zarządzanie: Susan Silver |

## Pozycje na listach i certyfikaty
| Lista (2006)                      | Pozycja |
| --------------------------------- | ------- |
| Billboard 200 (Stany Zjednoczone) | 139     |

| Państwo                  | Certyfikat  | Sprzedaż |
| ------------------------ | ----------- | -------- |
| Stany Zjednoczone (RIAA) | złota płyta | 500 000+ |